# Англерская (порода коров)
Англе́рская поро́да (ангельнская порода) — порода крупного рогатого скота молочного направления. 

## История
Выведена на полуострове Ангельн (Германия) улучшением местного скота буро-красной породы. Первые письменные упоминания о англерской породе относятся к XVI веку. В Российскую империю животных англерской породы начали завозить в XIX веке. Животных Англерская порода сыграла большую роль при выведении красной датской породы, а через неё при формировании бурой латвийской, красной литовской, красной эстонской и красной степной пород. В конце XIX — начале XX века англерская порода использовалась для улучшения красного белорусского скота. В начале XX века ангельнским скотом улучшалась красная польская порода.

## Распространенность
Разводят в Германии и других странах Европы.
В СССР в 1970-х годах ангельнская порода была больше распространена в Ленинградской, Новгородской, Псковской областях, а также в Удмуртской АССР. В Украинской ССР ангельнскую породу разводили в Запорожской, Крымской, Николаевской, Одесской, Днепропетровской и Кировоградской областях. В 1970-е годы в чистоте в СССР англерскую породу разводили в отдельных хозяйствах Украинской ССР и Удмуртской АССР. В 1980-е годы в чистоте в СССР англерскую породу разводили в хозяйствах Украинской ССР, Краснодарского, Ставропольского и Алтайского краёв. На 1 января 1985 года в государственных сельскохозяйственных предприятиях имелось 31,5 тысячи голов скота англерской породы.

## Характеристика породы
Экстерьер типичный для скота молочного направления. Животные с крепкой конституцией, лёгким костяком, хорошо выраженными признаками молочности. Масть однородная красная разных оттенков (от светлой до тёмной), концы рогов и копыт тёмные, на вымени и кончике хвоста бывают белые отметины. 
Рост коров 126—142 см. Средняя живая масса коров 500—580 кг, быков — 850—1000 кг. Скот позднеспелый, интенсивность роста невысокая. Вес при рождении бычков 36 кг, тёлок 30 кг. 
Среднегодовой удой 4000-4500 кг высококачественного молока, жирность молока 4,5—4,6% .
Англерская порода - порода-улучшатель для красной степной .